# Skate (canção de Silk Sonic)
Skate é uma canção do duo estadunidense Silk Sonic, composto por Bruno Mars e Anderson Paak. Foi lançado através das gravadoras Aftermath Entertainment e Atlantic Records em 30 de Julho de 2021 como segundo single do álbum de estréia do duo An Evening with Silk Sonic.

## Antecendentes
Em 28 de Julho, Bruno Mars postou em suas redes sociais, uma imagem escrita "Vocês estão convidados para a Jam de verão do Silk Sonic nesta sexta"

## Videoclipe
Seu videoclipe foi dirigido por Mars e Florent Dechard e apresenta Mars, Paak e sua banda tocando a música em um cenário ensolarado, cercados por dançarinas de patins que realizam uma coreografia complicada, mas descontraída, enquanto interagem com os músicos. Foi lançado simultaneamente ao single em 30 de Julho de 2021  no canal oficial de Mars do Youtube/Vevo.

## Recepção da Crítica
Lars Brandle da Billboard chamou Skate de "outra vibe funky dos anos 70".
Althea Legaspi da Rolling Stone chamou o videoclipe de "nostálgico e alegre". Daniel Peters da NME disse que "skate é uma faixa caracteristicamente suave e extasiada com as vozes de ambos os cantores se harmonizando em seu refrão otimista. Charu Sinha da Vulture disse "prepare-se, pois você vai ouvir Skate em todos os lugares (no supermercado, na farmácia, no dentista, etc.) quando ele inevitavelmente subir nas paradas da Billboard como o último hit da dupla. Felizmente, o novo single é o tipo de Jam de verão suave e funky que resiste a ser ouvido repetidamente".
Shenelle Genai do portal The Root disse que "a música não apenas invoca a verdadeira essência do melhor do Philly Soul, mas também captura exatamente os mesmos sentimentos felizes que Frankie Beverly e Maze estavam falando no final dos anos 90. Ross A. Lincoln do portal The Wrap disse que "a música é otima e está se esforçando muito para ser a canção de verão, apesar que o vídeo por si só deve garantir isso e que depois de alguns anos longos e estressantes, precisávamos de algo como o Silk Sonic".

## Lista de faixas
| Download Digital |         |         |  |
| N.º              | Título  | Duração |  |
| 1.               | "Skate" | 3:23    |  |

## Desempenho nas tabelas musicais

### Posições
| Tabela musical (2021)                             | Melhor posição |
| ------------------------------------------------- | -------------- |
| Estados Unidos (Billboard Hot 100)                | 14             |
| Estados Unidos (R&B/Hip-Hop Songs)                | 4              |
| Estados Unidos (Hot R&B Songs)                    | 3              |
| Estados Unidos (Adult Contemporary) (Billboard)   | 20             |
| Estados Unidos (Adult Top 40 Airplay) (Billboard) | 16             |

## Histórico de lançamento
| País           | Data                | Formato                     | Gravadora           |
| -------------- | ------------------- | --------------------------- | ------------------- |
| Várias         | 30 de Julho de 2021 | Download digital, streaming | Aftermath, Atlantic |
| Itália         | 30 de Julho de 2021 | Radio Top 40                | Warner              |
| Estados Unidos | 2 de Agosto de 2021 | Radio Hot AC                | Atlantic            |
| Austrália      | 6 de Agosto de 2021 | Radio Top 40                | Warner              |